# Spurius bicornis
Spurius bicornis es una especie de coleóptero de la familia Passalidae.

## Distribución geográfica
Habita en Guatemala, México, Costa Rica y Panamá.